# 권준의 준호구
권준의 준호구(權蹲의 准戶口)는 대전광역시 유성구에 있는 조선시대의 호적이다. 1989년 3월 18일 대전광역시의 유형문화재 제12호로 지정되었다.

## 개요
조선 세종 26년(1444) 4월에 조선 전기의 유명한 학자이자 문신인 양촌 권근(權近)의 셋째 아들 권준(權蹲)이 한성부 북부 양덕방에 살 때 받은 호적이다.
권준의 나이 35세로 군기감부정의 관직에 있을 때이며, 부인은 해주 정씨로 37세 때이다. 큰 아들의 이름은 혜, 나이 15세이며 부인은 최저의 딸이고, 둘째 아들의 이름은 응이고 13세 때이다.
이 호적은 조선 전기 양반의 호적을 알 수 있는 희귀한 자료로 평가된다.

## 참고 자료
- 권준의 준호구 - 국가유산청 국가유산포털